# Osedax rubiplumus
Osedax rubiplumus är en ringmaskart som beskrevs av Rouse, Goffredi och Vrijenhoek 2004. Osedax rubiplumus ingår i släktet Osedax och familjen skäggmaskar. Inga underarter finns listade i Catalogue of Life.